# كريس هاي
كريس هاي (بالإنجليزية: Chris Hay)‏ (28 أغسطس 1974 بغلاسكو في المملكة المتحدة - ) هو لاعب كرة قدم بريطاني في مركز الهجوم. لعب مع سانت جونستون وسويندون تاون ونادي سلتيك وهدرسفيلد تاون ونادي ستيرلينغ ألبيون.

## وصلات خارجية
- كريس هاي على موقع قاعدة بيانات كرة القدم.إي يو (الإنجليزية)
- كريس هاي على موقع Soccerbase.com (لاعب) (الإنجليزية)